# Hoét châu Phi
Hoét châu Phi, tên khoa học Turdus pelios, là một loài chim trong họ Hoét.